# Міхельштадт
Міхельштадт (нім. Michelstadt) — місто в Німеччині, знаходиться в землі Гессен. Підпорядковується адміністративному округу Дармштадт. Входить до складу району Оденвальд.
Площа — 86,97 км2. Населення становить 15 970 ос. (станом на 31 грудня 2020).